# Distretto di Washim
Il distretto di Washim è un distretto del Maharashtra, in India, di 1 019 725 abitanti. È situato nella divisione di Amravati e il suo capoluogo è Washim.